# Scoparia manifestella
Scoparia manifestella is een vlinder uit de familie grasmotten (Crambidae). De wetenschappelijke naam is voor het eerst geldig gepubliceerd in 1848 door Herrich-Schäffer.
De soort komt voor in Europa.